# Pselnophorus meruensis
Pselnophorus meruensis is een nachtvlinder uit de familie Pterophoridae (vedermotten). De spanwijdte van de vlinder bedraagt tussen de 15 en 17 millimeter. De soort is bekend van Mount Meru in Tanzania. De soort vliegt in februari, juli en december.
De soort is beschreven in een special van Zoologische Mededelingen, uitgegeven door Naturalis, die op 1 januari 2008 verscheen ter ere van het 250-jarig bestaan van de zoölogische nomenclatuur. Op 1 januari 1758 verscheen namelijk de tiende editie van Systema naturae van Carl Linnaeus.